# PFK Oleksandrija
PFK Oleksandrija (Oekraïens: Пфк «Олександрія») of vaak ook PFK Oleksandria is een Oekraïense voetbalclub uit de stad Oleksandrija.
De club werd opgericht als Polihraftechnika Oleksandrija. In de jaren 90 speelde de club in de Persja Liha (2de klasse) en speelde het ene seizoen alweer wat beter dan het andere. In 2001 werd de club 3de en kon promoveren omdat kampioen Dynamo Kiev-2 niet kon promoveren.
In het eerste seizoen in de hoogste klasse werd de club 13de op 14 clubs. De competitie werd uitgebreid naar 16 clubs dus degradeerde dat jaar enkel de laagste van het klassement, Oleksandrija speelde een barragewedstrijd tegen een 2de klasser en won die. Voor het seizoen 2002/03 veranderde de club de naam in FK Oleksandrija en eindigde opnieuw 13de. De club kreeg echter te kampen met financiële problemen en ging bankroet, wat de redding betekende voor Metalloerg Zaporizja.
In 2003/04 was de club niet actief maar werd in 2004/05 terug toegelaten tot de 3de klasse nadat de financiële situatie opgelost was. In het eerste seizoen werd de club 3de. In 2006 promoveerde de club dan en veranderde de clubnaam in MFK Oleksandrija. Later werd de naam opnieuw in PFK veranderd. In 2011 werd de club kampioen in de Persja Liha en promoveerde naar het hoogste niveau. In de Premjer Liha wist de club successen te boeken en was hierdoor meermaals actief in de UEFA Europa League.

## Erelijst
Persja Liha
winnaar (2): 2010/11, 2014/15
Droeha Liha
Winnaar (1): 2005/06
Kirovohrad Oblast
winnaar (1): 1990

## Seizoensresultaten vanaf 1992
| Seizoen | Competitie               | Niveau | Eindstand | Beker        | Opmerking                                           |
| ------- | ------------------------ | ------ | --------- | ------------ | --------------------------------------------------- |
| 1992    | Persja Liha              | II     | 3         | 2e ronde     | Groep A                                             |
| 1992/93 | Persja Liha              | II     | 6         | 3e ronde     |                                                     |
| 1993/94 | Persja Liha              | II     | 3         | 3e ronde     | Liga topscorer: Serhiy Chuichenko (26)              |
| 1994/95 | Persja Liha              | II     | 8         | 2e ronde     | Liga topscorer: Serhiy Chuichenko (27)              |
| 1995/96 | Persja Liha              | II     | 4         | 3e ronde     | Liga topscorer: Serhiy Chuichenko (35)              |
| 1996/97 | Persja Liha              | II     | 10        | 8e finale    |                                                     |
| 1997/98 | Persja Liha              | II     | 16        | 3e ronde     |                                                     |
| 1998/99 | Persja Liha              | II     | 5         | 2e ronde     |                                                     |
| 1999/00 | Persja Liha              | II     | 8         | 1e ronde     |                                                     |
| 2000/01 | Persja Liha              | II     | 3         | 1e ronde     | Liga topscorer: Serhiy Chuichenko (20)              |
| 2001/02 | Vysjtsja Liha            | I      | 13        | 8e finale    | pd-wedstrijd > Polissja Zjytomyr: 1-0               |
| 2002/03 | Vysjtsja Liha            | I      | 13        | 2e ronde     | Faillissement.                                      |
| 2003/04 | Geen competitie deelname | -      | --        | --           | Naamswijziging van Polihraftekhnika in Oleksandrija |
| 2004/05 | Droeha Liha Groep B      | III    | 3         | 1e ronde     |                                                     |
| 2005/06 | Droeha Liha Groep B      | III    | 2         | 2e ronde     |                                                     |
| 2006/07 | Persja Liha              | II     | 5         | 1e ronde     |                                                     |
| 2007/08 | Persja Liha              | II     | 8         | 3e ronde     |                                                     |
| 2008/09 | Persja Liha              | II     | 3         | kwartfinale  |                                                     |
| 2009/10 | Persja Liha              | II     | 5         | 3e ronde     |                                                     |
| 2010/11 | Persja Liha              | II     | 1         | 8e finale    |                                                     |
| 2011/12 | Premjer Liha             | I      | 16        | 3e ronde     |                                                     |
| 2012/13 | Persja Liha              | II     | 3         | 2e ronde     | Promotie geweigerd                                  |
| 2013/14 | Persja Liha              | II     | 2         | 3e ronde     | Promotie geweigerd                                  |
| 2014/15 | Persja Liha              | II     | 1         | 8e finale    |                                                     |
| 2015/16 | Premjer Liha             | I      | 6         | halve finale |                                                     |
| 2016/17 | Premjer Liha             | I      | 7         | 8e finale    |                                                     |
| 2017/18 | Premjer Liha             | I      | 8         | 8e finale    |                                                     |
| 2018/19 | Premjer Liha             | I      | 3         | 3e ronde     |                                                     |
| 2019/20 | Premjer Liha             | I      | 5         | kwartfinale  |                                                     |
| 2020/21 | Premjer Liha             | I      | 8         | halve finale |                                                     |
| 2021/22 | Premjer Liha             | I      | 6         | kwartfinale  | Gespeeld tot kwartfinale i.v.m. Russische inval     |
| 2022/23 | Premjer Liha             | I      | 6         | --           | Geen bekertoernooi i.v.m. Russische inval           |
| 2023/24 | Premjer Liha             | I      | 8         | kwartfinale  |                                                     |
| 2024/25 | Premjer Liha             | I      | 2         | kwartfinale  |                                                     |
| 2025/26 | Premjer Liha             | I      | .         |              |                                                     |

## Europese wedstrijden
Uitslagen vanuit gezichtspunt PFK Oleksandrija
| Seizoen | Competitie         | Ronde        | Land                 | Club             | Totaalscore | 1e W     | 2e W    | PUC |
| ------- | ------------------ | ------------ | -------------------- | ---------------- | ----------- | -------- | ------- | --- |
| 2016/17 | UEFA Europa League | 3Q           | Vlag van Kroatië     | HNK Hajduk Split | 1-6         | 0-3 (T)  | 1-3 U)  | 0.0 |
| 2017/18 | UEFA Europa League | 3Q           | Vlag van Roemenië    | Astra Giurgiu    | 1-0         | 0-0 (U)  | 1-0 (T) | 2.0 |
|         |                    | PO           | Vlag van Wit-Rusland | FK BATE Borisov  | 2-3         | 1-1 (U)  | 1-2 (T) | 2.0 |
| 2019/20 | Europa League      | Groep I      | Vlag van Duitsland   | VfL Wolfsburg    | 1-4         | 1-3 (U)  | 0-1 (T) | 3.0 |
|         |                    | Groep I      | Vlag van België      | KAA Gent         | 2-3         | 1-1 (T)  | 1-2 (U) | 3.0 |
|         |                    | Groep I (4e) | Vlag van Frankrijk   | AS Saint-Etienne | 3-3         | 1-1 (U)  | 2-2 (T) | 3.0 |
| 2025/26 | Conference League  | 2Q           | Vlag van Servië      | FK Partizan      | 0-6         | 0-2 (T)* | 0-4 (U) | 0.0 |

Totaal aantal punten voor UEFA coëfficiënten: 5.0
- 2025/26: I.v.m. de Russische inval in Oekraïne werd de thuiswedstrijd gespeeld in het Poolse Katowice.

Zie ook
- Deelnemers UEFA-toernooien Oekraïne
- Ranglijst van alle clubs die in de diverse Europa Cups zijn uitgekomen

Epitsentr ·
Dynamo Kiev · 
Karpaty Lviv ·
Kolos Kovalivka · 
FC Kudrivka ·
Kryvbas Kryvy Rih · 
SC Poltava · 
LNZ Tsjerkasy · 
Livyi Bereh ·
Metalist 1925 Charkiv ·
Obolon · 
Oleksandrija · 
Polissja Zjytomyr · 
Roech Lviv · 
Sjachtar Donetsk · 
Veres Rivne · 
Zorja Loehansk